# 小池亮介
小池 亮介（こいけ りょうすけ、1995年11月17日 - ）は、日本の俳優。 ディライト・エンタテイメント 所属。

## 略歴
- 2010年4月9日、舞台『ミュージカル エア・ギア vs. BACCHUS Top GearRemix』にてデビュー。
- 2011年、時代劇テレビドラマ『水戸黄門』にてテレビデビュー。
- 2013年、静岡市御幸町（みゆきちょう）・伝馬町（てんまちょう）・鷹匠（たかじょう）、「み・て・た」観光大使に就任。
- 2014年、『夜の秋 鬼灯街あかり』にて舞台初主演。
- 2018年、特撮テレビドラマ『ウルトラマンR/B』にて主人公兄弟の弟・湊イサミ役で出演。
- 2022年12月31日、所属事務所のパシフィックボイスを退社し、フリーとなる[1]。
- 2023年11月、フリーランスの期間を経て、 ディライト・エンタテイメント所属[2]。(2024年4月より社名変更)

## 人物
- 特技は殺陣、日舞、空手、インラインスケート[3]。
- 趣味は野球観戦、草野球。

## 出演

### テレビドラマ
- 水戸黄門（TBS、2011年）
- THE LAST COP/ラストコップ 第5話・第6話（2016年11月15日・22日、日本テレビ） - 体操部員 役
- ウルトラシリーズ（テレビ東京） - 湊イサミ / ウルトラマンブルの声 役
  - ウルトラマンオーブ THE CHRONICLE（2018年6月30日）
  - ウルトラマンR/B（2018年7月7日 - 12月22日） - 主演（平田雄也とW主演）[4]
  - ウルトラマン ニュージェネレーション スターズ（2023年4月21日・28日）
- あなたの番です（2019年4月14日 - 9月8日、日本テレビ） - 江藤祐樹 役[5]
  - 劇場版公開記念!『あなたの番です』完全新撮スペシャル!（2021年12月10日、日本テレビ） - 江藤祐樹 役
- 甘美王～麗しのエンジェル・キッス～（2022年3月5日　テレビ東京） - 汐沢恭介 役

### 映画
- えんため映画 天まであがれ!!（2006年）
- そして明日へ（2012年）
- 朝日の当たる家（2013年）
- 向日葵の丘・1983年夏（2015年）
- AKB ShortShorts project『9つの窓』「回想電車」（2016年） - 十条タツヤ 役
- ショートフィルム はかた一番どり「どまんなか！」 第1話・第3話（2017年） - 藤原匠 役
- 劇場版 ウルトラマンR/B セレクト！絆のクリスタル（2019年） - 主演・湊イサミ 役（平田雄也とW主演）[6]
- 劇場版 ウルトラマンタイガ ニュージェネクライマックス（2020年） - 湊イサミ 役[7][8]
- あなたの番です 劇場版（2021年） - 江藤祐樹 役[9]

### 配信ドラマ
- ウルトラギャラクシーファイト（YouTube） - ウルトラマンブルの声 役
  - ウルトラギャラクシーファイト ニュージェネレーションヒーローズ（2019年）[10]
  - ウルトラギャラクシーファイト 運命の衝突（2022年）

### 配信番組
- 恋愛ドラマな恋がしたい～Kiss me like a princess～（2022年5月15日 - 7月31日、ABEMA）[11]

### オリジナルビデオ
- ウルトラマン ヒットソングヒストリー ニュージェネレーション編 - ウルトラマンブルの声 役

### 舞台
- 子ども環境劇団PAF 演劇『てのひらの花』（2005年、2006年）
- SPAC演劇 オズの魔法使い（2007年）
- 時代劇 駿河の大吉（2009年）
- 第24回国民文化祭・しずおか2009『三方原合戦!!!』（2009年）[12]
- 弥次喜多初笑い（2009年）
  - 娘弥次喜多旅に出る（2009年）
  - 娘弥次喜多川越人足（2010年）
  - 弥次喜多・原編（2010年）
- 番場の忠太郎（2009年）
- 年忘れどこ行くの（2009年）
- 母恋幸次郎（2010年）
- ミュージカル エア・ギア vs. BACCHUS Top GearRemix（2010年） - アキト・アギト 役
- stc主催 美童大活劇・八犬伝（2010年） - 犬江親兵衛・仁 赤岩牙次郎 役
- 駿河の大吉長屋編（2010年）
- 安倍川情話（2010年）
- 清水の次郎長（2010年）
- ニコニコミュージカル「クリスマス・キャロル」（2010年） - 少年時代のスクルージ 役
- stc主催 美童大活劇・八犬伝2(2010年）※特別出演
- e・s・p主催 築地本願寺Jyubiri-（2011年）
- さよなら・番場の忠太郎（2011年）
- 真田十勇士 ～ボクらが守りたかったもの～（2011年） - 由利鎌之介 役
- Hamlet 宗州屋事変・主役（2012年)
- 戦国鍋TV
  - tvkに40年の歴史あり! 祝ってみせようホトトギスLIVE～（2012年） - 宇喜多秀家、間光興 役
  - ライブツアー～武士ロックフェスティバル2013～（2013年） - 宇喜多秀家、間光興、加藤清正 役
- 同居人～それでも朝はやってくる～（2014年）[13]
- 夜の秋 鬼灯あかり（2014年） - 榊和馬 役[14]
- 眠れる森の美女（2015年）※主演
- 天誅 2015（2015年） - 冥王 役
- 美輪明宏主演 毛皮のマリー（2016年）
- FRAG～新選組～（2016年） - 藤堂平助 役
- 髑髏城の七人 Season月 下弦（2017年 - 2018年） - 黄平次 役
- ミュージカル『薄桜鬼 真改』 - 永倉新八 役
  - 相馬主計 篇 （2021年）[15]
  - 斎藤一 篇 （2022年）[16]
  - HAKU-MYU LIVE 3（2022年）[17]
  - 山南敬助 篇（2023年）[18]
  - 土方歳三 篇（2024年）[19]
  - 藤堂平助 篇（2025年）[20]
  - HAKU-MYU LIVE 4[21]
- 象（2023年）[22]

### バラエティ
- 戦国鍋TV ～なんとなく歴史が学べる映像～（2010年 - 2012年、テレビ神奈川ほか）
- 情報ワイド てっぺん静岡（2013年 - 2017年、テレビ静岡） - レギュラー出演

### CM
- 学生服のやまだ（2012年 - ）
- バンダイ「DXルーブジャイロ」（2018年）
- バンダイ「金のルーブクリスタルキャンペーン」（2018年）
- バンダイ「DXルーブスラッガー」（2018年）
- プラザアピア（2020年 - ）

### ゲーム
- なりキッズパーク ウルトラマンR/B（2018年11月21日、Nintendo Switch） - ウルトラマンブル 役

### 映像作品
- 阿倍仲麻呂“遣唐”1300年記念プロジェクト『三笠の山にいでし月かも - 遣唐使・阿倍仲麻呂 - 』（2016年、YouTube） - 主演 阿倍仲麻呂 役[23][24]

### 玩具
- ウルトラマンR/B DXキワミクリスタル（2018年10月） - 湊イサミ 役
- ウルトラマンR/B DXマコトクリスタル（2018年10月） - 湊イサミ 役
- DXアークキューブPremium ニュージェネレーションスターズセット02（2025年1月） - 湊イサミ 役

### その他
- 朝日新聞（2018年12月20日） - インタビュー
- 静岡市防災協会ポスター（2019年）